# 그라벨로나토체
그라벨로나토체(이탈리아어: Gravellona Toce)는 피에몬테주 베르바노쿠시오오솔라도에 있는 이탈리아의 코무네로, 토리노에서 북동쪽으로 약 110 킬로미터 (68 mi), 베르바니아 서쪽으로 약 8 킬로미터 (5 mi) 떨어진 곳에 위치한다.

## 주요 볼거리
- 갈리아-로마식 공동묘지
- 성 베드로 본당 교회 (12세기)
- 카스텔로 델 모토 (Castrum Gravallonae): 고대 인류 정착지이다. 모타로네 산비탈의 한 언덕(모토 지역)에 위치하며, 그 기슭에는 주로 화강암, 흰색 및 분홍색으로 지어진 오래된 집단 주거지(바라지아 지역)가 있다. 최근 몇 년간 청소 작업, 대학 연구 및 유적지 가치화 작업을 통해 유적지가 그 웅장함을 드러냈다.
- 성 마우리치오 로마네스크 교회 (10세기): 그라벨로나에서 가장 오래되고 중요하며 의미 있는 기념물로, 10세기부터 그 존재가 기록되어 있다. 인근 로마 탑에서 부분적으로 가져온 지역 석재 블록으로 만들어진 로마네스크 양식 건물이다. 외부는 롬바르드 띠로 장식되어 있으며, 원래의 단일 정면 창문 대신 큰 직사각형 창문이 있다. 내부의 단일 신랑 지붕의 15세기 교차궁륭은 최근 노출된 서까래로 교체되었다. 1925년 메스투리노가 수행한 복원 작업 중 그들을 가리고 있던 석회층에서 15세기 프레스코화가 드러났다. 북쪽에는 교회와 분리되어 있지만 직접 연결된 종탑이 서 있다. 하부는 11세기 후반으로 거슬러 올라가는 것으로 보이며, 팔각형 돔이 있는 종탑은 19세기에 추가된 것이다.
- 빌라 카프라 (18세기): 원래 1700년대 말에 지어졌으며, 20세기 후반에는 프란체스코 알베르티니 상원의원의 집이었다. 이 건물은 사르데냐 왕국 수브알피노 의회 제6회기 동안 부대표를 지낸 Cav. 조반니 카프라 푸 레오폴도 소유였다. 빌라는 현재 중요한 구조적 문제로 인해 일반에 공개되지 않고 있으며, 중요한 복원 작업을 기다리고 있다. 빌라의 원래 공원 일부는 공공 공원으로 변모했다.
- 산타 마리아 알 보스코 교회 (15세기)
- "마돈나 델오키오" 교회 (1630)